# Осипов, Александр Сергеевич
Александр Сергеевич Осипов (24 марта 1989, Нижний Тагил) — российский хоккеист, защитник и тафгай.

## Биография
Воспитанник нижнетагильского хоккея. Начал профессиональную карьеру в 2007 году в клубе Высшей лиги «Газовик», поиграв до этого в молодёжном составе тюменского клуба. 3 января 2010 года Александр дебютировал в КХЛ в составе хабаровского «Амура», а спустя неделю в матче против новокузнецкого «Металлурга» набрал свой первый результативный балл в лиге. В октябре 2010 года получил звание лучшего новичка месяца в КХЛ.
15 мая 2011 года, став по итогам сезона 2010/11 лучшим бомбардиром клуба среди защитников, а также установив снайперский рекорд команды для игроков обороны, заключил новое двухлетнее соглашение с хабаровчанами. 23 октября в матче против «Барыса» Осипов получил травму плеча и выбыл из строя на три месяца.
30 мая 2013 года Осипов заключил соглашение сроком на три года с казанским «Ак Барсом».
24 сентября 2014 года стало известно, что Осипов продолжит карьеру в московском «Динамо».
С осени 2016 года — игрок омского «Авангарда»
17 октября 2017 года Осипов перешёл в московский «Спартак». В сезоне Осипов провел за «Спартак» 39 матчей, набрав 12 (2+10) очков с показателем полезности «-5». По итогам сезона контракт был продлен. 17 июля 2019 года контракт со «Спартаком» был расторгнут по обоюдному согласию.
8 октября 2019 года «Адмирал» заключил односторонний контракт с Осиповым на один сезон.
31 августа 2020 года заключил контракт с клубом «Нефтехимик» на 2020/21 сезон.
С 2021 года играл в «Рубине», однако из-за медицинских показаний пропустил сезон 2023/24. Позже вновь вернулся в тот же клуб.
Я благодарен судьбе, что мы с врачом прошли долгий путь и теперь я могу вернуться. <...> И я не мог принять, что карьера закончится сейчас. <...> А здесь ты понимаешь, что ещё можешь, что есть силы и желание. Поэтому делал всё, чтобы вернуться.Александр Осипов, интервью с корреспондентом спортивной дирекции «Сибинформбюро»

## Статистика
Последнее обновление: 17 марта 2016 года
| Сезон       | Команда         | Лига        | Регулярный сезон | Регулярный сезон | Регулярный сезон | Регулярный сезон | Регулярный сезон | Регулярный сезон | Плей-офф | Плей-офф | Плей-офф | Плей-офф | Плей-офф | Плей-офф |
| Сезон       | Команда         | Лига        | Игр              | Г                | П                | Очк              | +/-              | Штр              | Игр      | Г        | П        | Очк      | +/-      | Штр      |
| ----------- | --------------- | ----------- | ---------------- | ---------------- | ---------------- | ---------------- | ---------------- | ---------------- | -------- | -------- | -------- | -------- | -------- | -------- |
| 2005/06     | Газовик-Универ  | Первая лига | 25               | 1                | 1                | 2                | --               | 64               | —        | —        | —        | —        | —        | —        |
| 2006/07     | Газовик-Универ  | Первая лига | 38               | 2                | 4                | 6                | --               | 64               | —        | —        | —        | —        | —        | —        |
| 2007/08     | Газовик-СибГУФК | Первая лига | 1                | 0                | 0                | 0                | --               | 4                | —        | —        | —        | —        | —        | —        |
| 2007/08     | Газовик         | Высшая лига | 52               | 8                | 4                | 12               | -1               | 146              | —        | —        | —        | —        | —        | —        |
| 2008/09     | Газовик         | Высшая лига | 47               | 11               | 10               | 21               | 15               | 78               | 8        | 1        | 2        | 3        | -1       | 16       |
| 2009/10     | Газовик         | Высшая лига | 26               | 6                | 4                | 10               | --               | 40               | —        | —        | —        | —        | —        | —        |
| 2009/10     | Амур            | КХЛ         | 17               | 1                | 1                | 2                | -4               | 10               | —        | —        | —        | —        | —        | —        |
| 2010/11     | Амурские тигры  | МХЛ         | 11               | 11               | 8                | 19               | 14               | 10               | 8        | 2        | 2        | 4        | -1       | 6        |
| 2010/11     | Амур            | КХЛ         | 50               | 9                | 5                | 14               | -19              | 71               | —        | —        | —        | —        | —        | —        |
| 2011/12     | Амур            | КХЛ         | 24               | 9                | 5                | 14               | 5                | 4                | 4        | 1        | 0        | 1        | -1       | 6        |
| 2012/13     | Амур            | КХЛ         | 42               | 12               | 6                | 18               | -13              | 36               | —        | —        | —        | —        | —        | —        |
| 2012/13     | Атлант          | КХЛ         | 6                | 0                | 2                | 2                | 2                | 4                | —        | —        | —        | —        | —        | —        |
| 2012/13     | СКА             | КХЛ         | 3                | 1                | 0                | 1                | -1               | 0                | 10       | 1        | 3        | 4        | 10       | 2        |
| 2013/14     | Ак Барс         | КХЛ         | 28               | 1                | 7                | 8                | 14               | 14               | 2        | 2        | 0        | 2        | -3       | 4        |
| 2014/15     | Ак Барс         | КХЛ         | 1                | 0                | 0                | 0                | 0                | 0                | —        | —        | —        | —        | —        | —        |
| 2014/15     | Динамо Москва   | КХЛ         | 45               | 4                | 12               | 16               | 9                | 34               | 11       | 2        | 0        | 2        | 1        | 8        |
| 2015/16     | Динамо Москва   | КХЛ         | 49               | 6                | 9                | 15               | 7                | 34               | 10       | 1        | 3        | 4        | 3        | 28       |
| Всего в КХЛ | Всего в КХЛ     | Всего в КХЛ | 265              | 43               | 48               | 91               | 0                | 201              | 37       | 7        | 6        | 13       | 10       | 48       |